# مارک برنشتاین
مارک برنشتاین (روسی: Марк Бернштейн)، ویراستار معروف ویکی‌پدیای روسی، مستقر در مینسک است. وی در مارس ۲۰۲۲ توسط نیروی امنیتی GUBOPiK بلاروس به اتهام نقض قانون خبررسانی جعلی روسیه در رابطه با ویرایش مقالات ویکی‌پدیا در مورد حمله ۲۰۲۲ روسیه به اوکراین بازداشت شد.

## جوانی و سکونت
مارک برنشتاین از دانشگاه فنی ملی بلاروس فارغ‌التحصیل شده‌است. وی تا تاریخ ۲۰۰۹ در مینسک در بلاروس زندگی می‌کرد.

## ویرایش‌گر ویکی‌پدیا
از اواخر سال ۲۰۰۹ تا اوایل سال ۲۰۲۲، برنشتاین با بیش از ۲۰۰٬۰۰۰ ویرایش، یکی از ۵۰ ویرایشگر برتر ویکی‌پدیای روسی زبان بود. او از سوی دیگر ناشران دانشنامه، مأمور نوشتن مقاله شد. او «بهترین» دستاورد خود در ویکی‌پدیا را در سال ۲۰۰۹ کارش بر روی مقاله‌ای دربارهٔ سانسور در اتحاد جماهیر شوروی توصیف کرد که در آن به حدود ۲۵۰ منبع استناد کرده بود. برنشتاین به ویراستاران جدید ویکی‌پدیا توصیه کرد که ابتدا از الگوهای ویرایشی ویراستاران مجرب ویکی‌پدیا بیاموزند و برای همکاری با ویراستارانی که دیدگاه‌های بسیار متفاوت و اغلب مخالف دارند، آمادگی داشته‌باشند، که وی این موضوع را کلیدی برای توسعه مقالات ویکی‌پدیا می‌دانست.

## دستگیری ۲۰۲۲
در ۱۰ مارس ۲۰۲۲، یک فروم پیام‌رسان آنلاین تبلیغاتی روسی در تلگرام، اطلاعات خصوصی در مورد برنشتاین را منتشر کرد و او را به نقض قانون جدید روسیه علیه انتشار اخبار جعلی متهم کرد. این انجمن ادعا کرد که ویرایش مقالات ویکی‌پدیا توسط برنشتاین در مورد تهاجم روسیه به اوکراین در سال ۲۰۲۲، قانون جدید را نقض می‌کند.
در ۱۱ مارس ۲۰۲۲، اداره اصلی مبارزه با جرایم سازمان یافته و فساد در بلاروس (GUBOPiK)، برنشتاین را در مینسک بازداشت کرد. کانال‌های تلگرامی طرفدار دولت، ویدئویی از بازداشت برنشتاین منتشر کردند و او را به انتشار اطلاعات جعلی «ضد روسیه» متهم کردند.